# Piper PA-42 Cheyenne
El Piper PA-42 Cheyenne es un avión turbohélice fabricado por la compañía estadounidense Piper Aircraft. El Pa-42 es un desarrollo agrandadado del PA-31T Cheyenne I y II, siendo este a su vez un desarrollo del PA-31 Navajo.

## Historia
El prototipo de Piper cheyenne realizó su primer vuelo en 1969 con designación PA-31T-620, siendo básicamente una evolución del Piper PA-31 Navajo, con dos motores Pratt & Whitney Canada PT6A-28 con una potencia unitaria de 460 kW (620 HP). Obtuvo la cetificación el 3 de mayo de 1972. El Cheyenne original no llevaba ningún numeral romano en su designación. Debido a las dificultades del modelo para cumplir los estándares de estabilidad longitudinal exigidos en la certificación, se montó un sistema para aumentar la estabilidad. En 1978 se cambió la denominación original a Cheyenne II (PA-31T-2-620) debido a la entrada en producción de PA-31T-1-500.
En 1978 se presentó el Cheyenne I (PA-31T-1-500). Este aparato, equipado con dos motores Pratt and Whitney PT6A-11 de 370 kW (500 HP) cada uno se ofertó como una solución de bajo coste para los amantes de Piper. Debido a su menor potencia este modelo no necesitaba mejoras de estabilidad. El Cheyenne IIXL (PA-31T-2-620XL) es una versión estirada del Cheyenne II. Recibió la certificación en febrero de 1981 y se fabricó hasta 1984.
El Cheyenne IA (PA-31T-1A-500) fue certificado en mayo de 1983 y fabricado hasta 1985, trayendo consigo mejoras sobre el modelo básico Cheyenne I. El rediseño del alas permitió un mejor flujo de aire contra el motor y las nuevas salidas de aire mejorar el flujo en alta velocidad. Varios cambios menores llevaron a mejorar los límites de uso de las turbinas. Otras mejoras sobre el avión incluyen un sistema de autoarranque y simplificación de los procesos de arranque.

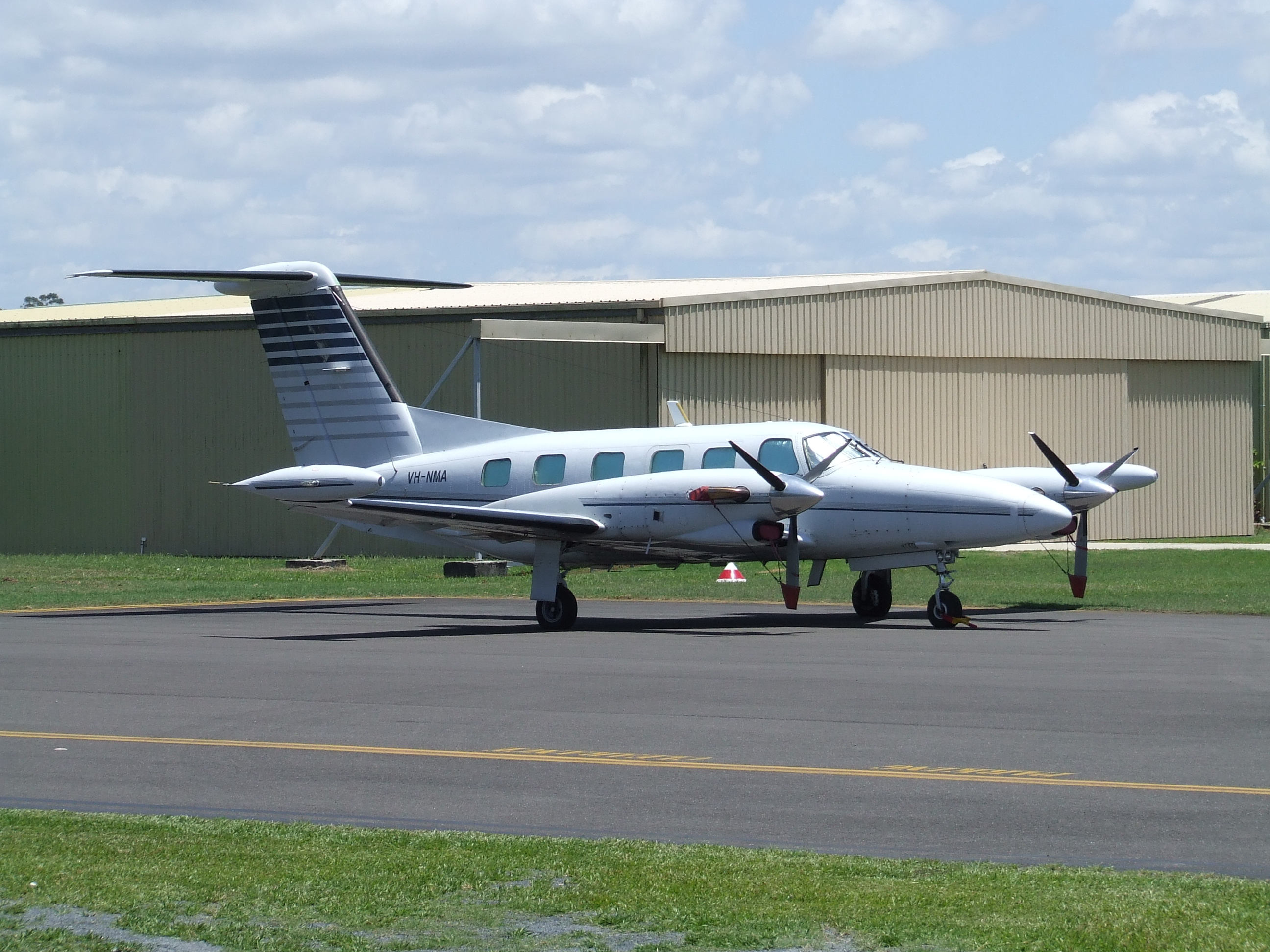
Piper PA-42-720 Cheyenne III.

El PA-42-720 Cheyenne III fue anunciado en septiembre de 1977 mientras que el primer avión de producción levantó vuelo el 18 de mayo de 1979 recibiendo la certificación FAA a principios de 1980. Los cambios más significativos, respecto al Cheyenne II son un fuselaje alargado en 1 metro, una nueva cola con forma de T y una nueva motorización: PT6A-40 de 537 kW (720HP). El Cheyenne III básico ya incorpora un sistema de deshielo, un generado eléctrico más potente y un sistema de presurización de cabina con un sistema de respaldo en caso de fallo del principal.
El IIIA sobrevivió al III tras la última entrega de este en 1988. El IIIA es similar en apariencia al III pero lleva motores PT6A-61 que entregan los mismos 540kw (720 HP) pero gracias a un compresor axial adicional permite aumentar la altitud de vuelo. Otras mejoras afectan a las unidades de combustible, sistema de aire acondicionado y habitabilidad en la cabina de pasajeros. Lufthansa encargó unidades IIIAcon la cabina modificada para parecerse a la del Airbus A310. Alitalia también utiliza IIIA para entrenamiento.
El PA-42-1000 es básicamente un PA-42-720 con un motor Garret TPE331 mucho más potente (1000 HP). El Cheyenne 400Ls, originalmente denominado Cheyenne IV, es el tope de la serie Cheyenne. Estuvo en producción entre 1984 y 1993.

## Variantes

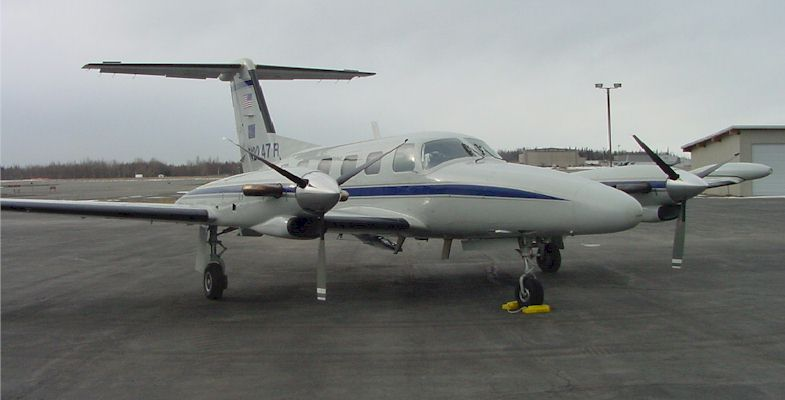
Piper Cheyenne IIIA del Cuerpo de Alguaciles de Estados Unidos.

- Cheyenne III, modelo PA-42-720, equipado con motores Pratt & Whitney Canada PT6A-61.
- Cheyenne IIIA, mismo modelo pero con motores mejorados PT6A-61.
- cheyenne IV, modelo PA-42-1000, después denominado Cheyenne 400LS y posteriormente Cheyenne 400. Es el avión más grande fabricado por Piper, produciendo sólo 45. Lleva motores Garrett TPE331 de 750 kW.

## Especificaciones (PA-42-720 Cheyenne IIIA)

### Características generales
- Tripulación: 1 o 2
- Capacidad: de 6 a 9 pasajeros
- Longitud: 13,23 m
- Envergadura: 14,53 m
- Altura: 4,50 m
- Superficie alar: 27,22 m²
- Peso vacío: 3.101 kg
- Peso máximo al despegue: 5.080 kg
- Planta motriz: 2× turbohélice Pratt & Whitney Canada PT6A-61.
  - Potencia: 537 kW cada uno.

### Rendimiento
- Velocidad máxima operativa (Vno): 582 km/h (362 MPH; 314 kt)
- Velocidad crucero (Vc): 523 km/h a 10.700m
- Velocidad de entrada en pérdida (Vs): 165 km/h
- Alcance: 4.207 km
- Régimen de ascenso: 12,1 m/s
- Carga alar: 186,7kg/m²

### Desarrollos relacionados
- Piper PA-31 Navajo